# Linköping
Linköping je grad u švedskoj županiji Östergötland čije je i središte. 

## Stanovništvo
Prema podacima o broju stanovnika iz 2005. godine u gradu živi 97.428 stanovnika.

## Religija

### Katolicizam
Poslije reformacije je broj katolika u Linköpingu bio mali, tako da je svećenik iz Norrköpinga bio godinama zadužen za katoličku zajednicu u Linköpingu. Tek naseljavanjem radne snage sa sjevera Italije početkom 50-ih godina, misa se počinje slaviti redovito u gradu. U jesen 1962. inaugurirana je katolička kapela na adresi Teatergatan 1, a tijekom 60-ih godina prošlog stoljeća doseljava nekoliko franjevaca kako bi osnovali zajednicu. 1. siječnja 1974. je osnovana crkva Svetog Nikole koja je bila filijala župne crkve Svete Birgite iz Norrköpinga. Zajednica postaje neovisna 1978. godine kada dobiva svog prvog vikara. Nova crkva posvećena je 24. ožujka 1990. Franjevci napuštaju Linköping 2000. ali od 2008. postoji zajednica svećenika povezana s crkvom, aktivnih kroz Congregatio Passionis.

## Gradovi prijatelji
- SAD, Palo Alto
- Kina, Guangzhou
- Rumunjska, Oradea

## Vanjske poveznice
- Službene stranice grada

### Ostali projekti
|  | Zajednički poslužitelj ima još gradiva o temi Linköping |